# Kremenca
Kremenca este o localitate din comuna Cerknica, Slovenia, cu o populație de 40 de locuitori.